# Venture Debt
Venture Debt (ook wel Venture Loan, Groei-lening of Venture Lending) is een vorm van schuld- of kredietfinanciering die wordt verstrekt aan bestaande start-ups. Het gaat meestal om een bulletlening of een financiering met bijzondere voorwaarden, aangeboden door gespecialiseerde banken, financiële instellingen of fondsen. Deze leningen worden vaak gebruikt om het werkkapitaal te financieren of investeringen in duurzame activa zoals apparatuur of infrastructuur mogelijk te maken.
In tegenstelling tot traditionele bankleningen, die gebaseerd zijn op positieve kasstromen of substantiële zekerheden, richt venture debt zich specifiek op ondernemingen in de groeifase die worden ondersteund door durfkapitaal (venture capital) en die vaak nog geen winst genereren of over significante zekerheden beschikken. Het hogere risico voor de kredietverstrekker wordt gecompenseerd door relatief hoge rentetarieven (tussen 8% en 20% per jaar) en aanvullende rendementselementen zoals warrants (opties om aandelen in het bedrijf te verwerven).

## Marktgrootte en sectorontwikkelingen
Doorgaans wordt venture debt verstrekt aan rijpere start-ups die al drie tot vier jaar actief zijn, stabiele omzet genereren en een zekere mate van kredietwaardigheid hebben.
In de Verenigde Staten wordt venture debt vaak beschouwd als een aanvulling op durfkapitaal en vertegenwoordigt het doorgaans ongeveer een derde tot de helft van het geïnvesteerde eigen vermogen. Geschat wordt dat de wereldwijde markt voor venture debt jaarlijks enkele miljarden dollars bedraagt.
De groeiende interesse in venture debt in Europa is mede mogelijk gemaakt door het toenemende aantal succesvol gefinancierde start-ups en de professionalisering van de marktdeelnemers.